# Бул (Ајдахо)
Бул (енгл. Buhl) град је у америчкој савезној држави Ајдахо.

## Демографија
По попису из 2010. године број становника је 4.122, што је 137 (3,4%) становника више него 2000. године.
| Група             | 2000.         | 2010.         |
| Белци             | 3.230 (81,1%) | 3.006 (72,9%) |
| Афроамериканци    | 1 (0,0%)      | 8 (0,2%)      |
| Азијати           | 29 (0,7%)     | 9 (0,2%)      |
| Хиспаноамериканци | 628 (15,8%)   | 1.025 (24,9%) |
| Укупно            | 3.985         | 4.122         |